# Obinitsa-museum
Het Obinitsa museum is een museum in het Estse dorp Obinitsa. Het museum wordt beheerd door de stichting Setomaa-musea. Het is gewijd aan de cultuur van de Seto. De tentoonstelling toont onder meer de traditionele klederdracht en gaat dieper in op de Seto Leelo-zangtraditie, die op de UNESCO-lijst van immaterieel erfgoed staat. Het museum beschikt ook over een uitgebreide fotocollectie van de Seto, gemaakt door de Finse etnograaf Armas Otto Väisänen, die tussen 1912 en 1926 meerdere onderzoeksreizen naar de regio ondernam. Op het museumterrein bevindt zich tevens een traditionele tsässon, een kleine houten hut die dienstdoet als orthodoxe kapel. Vanaf het museum loopt een 2,3 kilometer lange wandelroute langs het cultureel erfgoed van Setomaa. In 2015 werd Obinitsa uitgeroepen tot culturele hoofdstad van de Fins-Oegrische volkeren.
Värska-boerderijmuseum · Generaal Reek-huis · Saatse-museum · Obinitsa-museum ·  Seto Tsäimaja